# Eid al-Fitr
Eid al-Fitr (árabe: عيد الفطر, pronúncia árabe: [ʕiːd al ˈfitˤr]) é uma celebração muçulmana que marca o fim do jejum do Ramadã. Ele tem as etapas de oração e festa. Eid al-Fitr significa literalmente "Celebração do fim do jejum". Celebra-se no primeiro dia do mês de Shawwal, o décimo mês do calendário islâmico. Em algumas sociedades muçulmanas esta celebração é também conhecida como a "Doce Celebração" ou a "Pequena Celebração". O Eid religioso é um só dia, mas ele é muitas vezes celebrado por 3 dias. O primeiro Eid al-Fitr foi celebrado em 624 pelo profeta Maomé e os seus familiares e amigos em regozijo pela vitória na Batalha de Badr. 

## História
O Eid al-Fitr foi dado início pelo profeta islâmico Maomé. De acordo com certas tradições, esses festivais foram iniciados em Medina após a migração de Maomé de Meca. Anas, um conhecido companheiro do profeta islâmico, relatou que, quando Maomé chegou a Medina, encontrou pessoas celebrando dois dias específicos em que se divertiam com recreações e divertimentos. Com isso, Maomé notou que Alá fixou dois dias de festividade: o Eid al-Fitr e a Festa do Sacrifício (Eid al-Adha em árabe).

## Calendário
- 3 de março de 1995
- 21 de fevereiro de 1996
- 9 de fevereiro de 1997
- 30 de janeiro de 1998
- 19 de janeiro de 1999
- 8 de janeiro de 2000
- 27 de dezembro de 2000
- 16 de dezembro de 2001
- 6 de dezembro de 2002
- 25 de novembro de 2003
- 14 de novembro de 2004
- 3 de novembro de 2005
- 24 de outubro de 2006
- 13 de outubro de 2007
- 1 de outubro de 2008
- 20 de setembro de 2009
- 10 de setembro de 2010
- 30 de agosto de 2011
- 19 de agosto de 2012
- 8 de agosto de 2013
- 28 de julho de 2014
- 17 de julho de 2015
- 6 de julho de 2016
- 25 de junho de 2017
- 15 de junho de 2018
- 5 de junho de 2019
- 24 de maio de 2020
- 13 de maio de 2021
- 2 de maio de 2022
- 21 de abril de 2023
- 10 de abril de 2024